# یوشینوبا میازاکی
یوشینوبا میازاکی (به انگلیسی: Yoshinobu Miyazaki) (زادهٔ ۹ ژوئن ۱۹۷۸) شناگر اهل ژاپن است.